# 桑桑基德
桑桑基德（法語：Sansankidé），是馬里的城鎮，位於該國西部，由卡伊區的迪耶馬省負責管轄，面積308平方公里，海拔高度216米，2009年人口6,520，人口密度每平方公里21人。